# Ньюфілд (Нью-Джерсі)
Ньюфілд (англ. Newfield) — місто (англ. borough) в США, в окрузі Глостер штату Нью-Джерсі. Населення — 1774 особи (2020).

## Географія
Ньюфілд розташований за координатами 39°33′3″ пн. ш. 75°0′37″ зх. д. / 39.55083° пн. ш. 75.01028° зх. д. (39.550847, -75.010258).  За даними Бюро перепису населення США в 2010 році місто мало площу 4,42 км², з яких 4,41 км² — суходіл та 0,01 км² — водойми.

## Демографія
Згідно з переписом 2010 року, у селищі мешкали 1553 особи в 579 домогосподарствах у складі 453 родин. Було 626 помешкань
Расовий склад населення:
| - 94,7 % — білих - 2,2 % — чорних або афроамериканців - 0,3 % — корінних американців - 0,3 % — азіатів - 1,0 % — осіб інших рас |

До двох чи більше рас належало 1,6 %. Частка іспаномовних становила 6,6 % від усіх жителів.
За віковим діапазоном населення розподілялося таким чином: 23,4 % — особи молодші 18 років, 62,5 % — особи у віці 18—64 років, 14,1 % — особи у віці 65 років та старші. Медіана віку мешканця становила 41,5 року. На 100 осіб жіночої статі у селищі припадало 93,2 чоловіків;  на 100 жінок у віці від 18 років та старших — 91,9 чоловіків також старших 18 років.
Середній дохід на одне домашнє господарство  становив 87 941 долар США (медіана — 70 556), а середній дохід на одну сім'ю — 98 030 доларів (медіана — 81 923). Медіана доходів становила 52 279 доларів для чоловіків та 38 438 доларів для жінок. За межею бідності перебувало 7,3 % осіб, у тому числі 9,8 % дітей у віці до 18 років та 2,9 % осіб у віці 65 років та старших.
Цивільне працевлаштоване населення становило 830 осіб. Основні галузі зайнятості: освіта, охорона здоров'я та соціальна допомога — 29,3 %, роздрібна торгівля — 16,7 %, науковці, спеціалісти, менеджери — 8,8 %, виробництво — 8,6 %.